# 大谷幸三
大谷 幸三（おおたに こうぞう、1947年8月14日 - )は、日本のノンフィクション作家。
主に海外を舞台にしたドキュメンタリー、インタビューなどを月刊誌に発表。インドを舞台とするものが多い。真刈信二名で漫画原作も手がける。

## 経歴
兵庫県生まれ。兵庫県立伊丹高等学校卒。

## 著書ダライ・ラマ　死の謎　を説く
- 『性なき巡礼 インドの半陰陽社会を探る』集英社 1984　『ヒジュラに会う 知られざるインド・半陰陽の社会』ちくま文庫
- 『みえない道 猪飼野からソウルへ』垂水章写真 大阪書籍 1987
- 『ターンブル&アーサー物語 ロンドン・ジャーミン街、英国王室御用達服飾メーカーの百年』講談社 1990
- 『こんな男になってみないか 心に勲章を抱いた11人』クレスト社 1992
- 『響け!歓喜の歌声 ドキュメント「一万人の第九」』ティビーエス・ブリタニカ 1992
- 『インド通』白水社 2013

### 翻訳
- 十四世ダライ・ラマ『空と縁起 人間はひとりでは生きられない』同朋舎出版 1995　のち学研M文庫
- 『ダライ・ラマの般若心経』菊地和男写真 ジェネオンエンタテインメント 2004
- 『ダライ・ラマが語る般若心経』角川学芸出版 2006　『ダライ・ラマ般若心経を語る』角川ソフィア文庫